# Saint-Étienne-du-Grès
Saint-Étienne-du-Grès é uma comuna francesa na região administrativa da Provença-Alpes-Costa Azul, no departamento de Bouches-du-Rhône. Estende-se por uma área de 29,04 km². Em 2010 a comuna tinha 2 527 habitantes (densidade: 87 hab./km²).